# Grapico
Grapico é um refrigerante carbonatado, sem cafeína, com sabor artificial de uva, cor roxa e vendido no sudeste dos Estados Unidos. Lançado em 1916, o produto alcançou sucesso rapidamente, em parte por sugerir que continha suco de uva verdadeiro, apesar de usar suco artificial. Em 1926, a J. Grossman's Sons vendeu o negócio Grapico para a Pan American Manufacturing Company, em Nova Orleans. A Pan American continuou a prática inadequada de insinuar que o Grapico continha suco de uva real, perdendo o direito de usar o nome “Grapico” para seu refrigerante artificial em 1929.
Embora a linha da J. Grossman's Sons tenha se encerrado, a marca Grapico persistiu por meio do empresário do Alabama R. R. Rochell e sua Grapico Bottling Works, sediada em Birmingham, Alabama. Rochell tornou-se cliente atacadista de xarope da J. Grossman's Sons em 1917 para atender o mercado de refrigerantes do Alabama. Em 1929, quando a Pan American perdeu o nome do refrigerante artificial, Rochell já vendia Grapico engarrafado no Alabama, Flórida, Geórgia, Mississippi e Luisiana.
Rochell obteve a marca registrada federal do Grapico em 1940, garantindo à sua Grapico Company of America o direito de usar o nome “Grapico” em todos os Estados Unidos. Em 1955, a empresa tentou expandir suas marcas com Orangico, um produto irmão do Grapico que incluía suco de laranja verdadeiro. O Orangico à base de suco de laranja não teve boa aceitação, e a marca registrada expirou. Em setembro de 1981, os direitos de franquia da marca Grapico e a The Pepsi Bottling Group [en] em Newnan, Geórgia, foram adquiridos pela Buffalo Rock [en], uma engarrafadora independente da Pepsi sediada em Birmingham, Alabama. A Buffalo Rock reviveu a marca Orangico em 1999 para um refrigerante com sabor artificial de laranja e lançou o Diet Grapico em 2005. Atualmente, o Grapico é produzido na unidade de engarrafamento da Buffalo Rock em Birmingham, Alabama.

## História
O Grapico foi vendido pela primeira vez em 1914, em Nova Orleans, pela J. Grossman's Sons. Em 1917, o empresário R. R. Rochell e sua Grapico Bottling Works, em Birmingham, Alabama, começaram a comprar barris de xarope Grapico da J. Grossman's Sons, engarrafando e vendendo o refrigerante no mercado do Alabama, tornando-se o primeiro engarrafador a adquirir o xarope no atacado. A atual distribuidora do Grapico, Buffalo Rock, uma engarrafadora independente da Pepsi sediada em Birmingham, Alabama, adquiriu o negócio Grapico em 1981. A linha de vendas no varejo da J. Grossman's Sons terminou em 1929, e o Grapico atual tem suas raízes no verão de 1917, em Birmingham, por meio da Grapico de R. R. Rochell.

### Grapico da J. Grossman's Sons

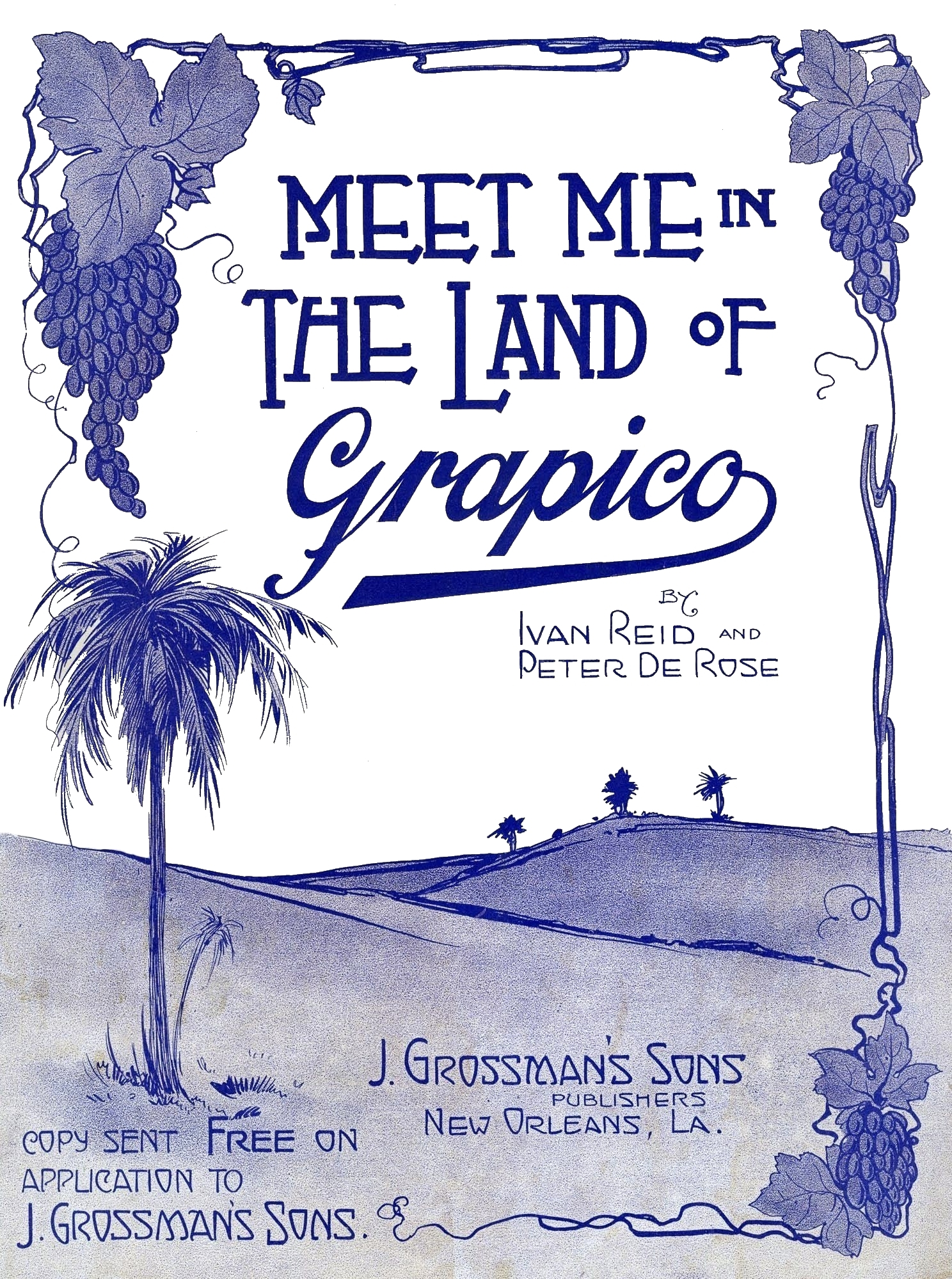
Capa da partitura da música de 1916 "Meet Me in the Land of Grapico"

A J. Grossman's Sons era uma empresa em operação em Nova Orleans desde pelo menos 1884. No início do século XX, a empresa era gerida por Adolph Grossman e Isidore Grossman. Antes de desenvolver o Grapico, a J. Grossman's Sons atuava como credora. Em 1905, por exemplo, um advogado de cobrança de dívidas processou a empresa para recuperar honorários por reduzir a julgamento uma dívida de US$875 devida à J. Grossman's Sons. Também em 1905, a empresa não conseguiu impedir a venda de uma garantia, a casa de um devedor, para a filha do devedor. Em janeiro de 1912, a J. Grossman's Sons emprestou US$1.000 a um dono de salão em Lewisburg, Luisiana, que foi processado com sucesso onze meses depois para recuperar o valor contra seus imóveis.
A J. Grossman's Sons começou a fabricar o Grapico em 1914. Na época, o Grapico consistia em um xarope que, misturado com água gaseificada, tinha sabor, aroma e cor de uma bebida de uva genuína. O produto era artificialmente colorido e aromatizado, com uma quantidade infinitesimal de suco ou fruta de uva.
Antes de 1916, a J. Grossman's Sons contratou os compositores de jazz Peter DeRose [en] e Ivan Reid para criar uma música sobre o Grapico. DeRose, posteriormente incluído no Songwriters Hall of Fame, produziu a balada acompanhada por piano Meet Me in the Land of Grapico. A música, uma balada sentimental de Tin Pan Alley, imaginava uma terra distante de Grapico onde o amor dura para sempre. A música e sua capa aludiam a uma pérgula coberta de videiras, apesar de o Grapico não conter suco de uva. Dedicada a todos os consumidores de Grapico, a música foi publicada em 1916 e oferecida gratuitamente sob pedido.
No verão de 1917, R. R. Rochell e sua Grapico Bottling Works, em Birmingham, começaram a comprar barris de xarope Grapico da J. Grossman's Sons para engarrafar e vender no mercado de refrigerantes do Alabama. No mesmo ano, a Grapico Bottling Company, sediada em Laurel, Mississippi, também se tornou cliente atacadista da J. Grossman's Sons, começando a engarrafar e vender Grapico no Mississippi. Em 1918, a Grapico Bottling Works de Rochell abriu uma fábrica de engarrafamento em Hattiesburg, Mississippi, como segundo engarrafador e vendedor de Grapico no Mississippi.

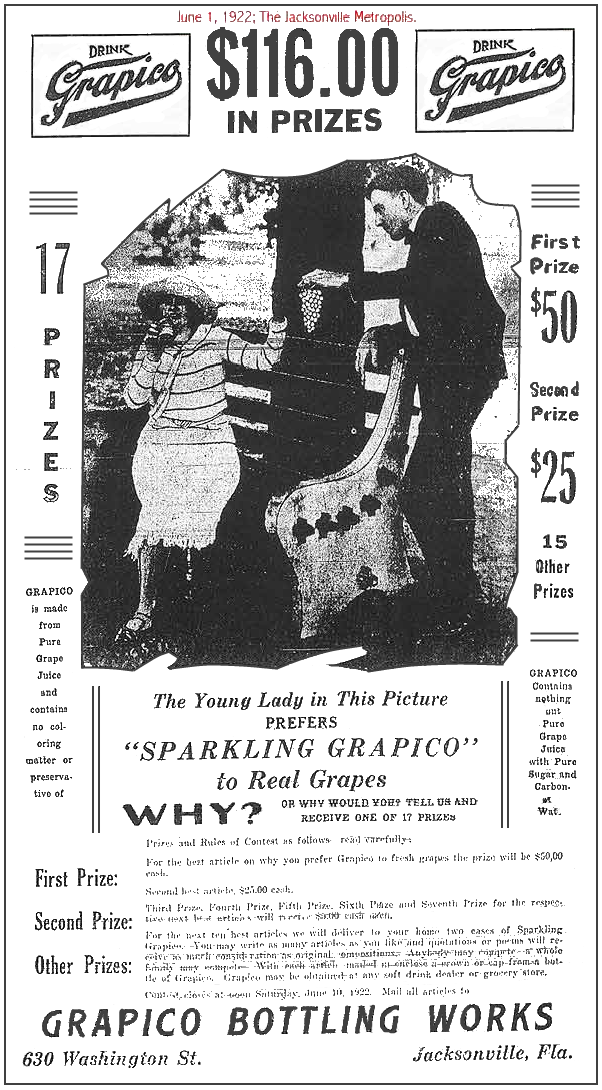
Anúncio de 1º de junho de 1922 da Grapico Bottling Works no jornal da Flórida en

Em 1919, a J. Grossman's Sons teve sucesso suficiente na distribuição do Grapico para conceder a conta de publicidade à Chambers Agency, Inc., de Nova Orleans. Em novembro de 1919, o empresário J. C. Kramer operava na Luisiana sob o nome Grapico Bottling Works (Luisiana), um negócio não relacionado com a Grapico Bottling Works de Rochell.

Em 1920, a demanda por refrigerantes aumentou significativamente devido à Lei Seca nos Estados Unidos, iniciada em 29 de janeiro de 1920. O Grapico era tão bem-sucedido que foi listado na lei da Luisiana entre itens genéricos, Coca-Cola e RC Cola, como produtos a serem taxados: a Seção 22 do Ato nº 233 de 1920 estipulava:
Que todas as pessoas, associações, firmas e corporações envolvidas na venda de água gaseificada, sorvete, confeitos, refrigerantes, Coca-Cola, Chero-Cola, Grapico ou outras bebidas ou refrescos semelhantes, devem pagar licença com base nas vendas anuais brutas, sendo as licenças fixadas e graduadas conforme segue.
Além de enfrentar impostos devido ao sucesso, a Grapico enfrentou problemas trabalhistas. Em 1920, a International Union of United Brewery, Flour, Cereal, Soft Drink and Distillery Workers [en] apresentou um acordo sindical à Grapico Bottling Company (Mississippi). Quando a empresa recusou o acordo, os 112 funcionários foram convocados para uma greve. A Grapico Bottling Co. acabou assinando o acordo.
Em junho de 1922, a Grapico Bottling Works reforçou a conexão entre o refrigerante com sabor artificial e o suco de uva real por meio de uma campanha publicitária. Em 1º de junho de 1922, o Jacksonville Journal publicou um anúncio da Grapico Bottling Works que oferecia US$116 em prêmio para redações sobre por que os consumidores prefeririam o “Sparkling Grapico” a uvas frescas. O anúncio indicava que o Grapico era feito de suco de uva puro com açúcar puro e água gaseificada, sem corantes ou conservantes. Embora falso, isso era consistente com os rótulos dos barris enviados pela J. Grossman's Sons a R. R. Rochell.
Os problemas da Grapico Bottling Company no Mississippi não terminaram com as questões sindicais. Em setembro de 1924, John Henry Ennis, de Ellisville, Mississippi, comprou um Grapico. Ao bebê-lo, descobriu que o conteúdo estava cheio de moscas, algumas das quais engoliu, adoecendo. Ao processar a Grapico Bottling Company e seu único acionista, Philip Carriere, Ennis descobriu que a empresa havia se dissolvido como corporação entre o consumo das moscas e o processo. Em apelação, a Suprema Corte do Mississippi [en] emitiu um parecer jurídico que serviu como precedente jurídico no Mississippi para a regra de que um acionista não é responsável pelas dívidas, obrigações e atos da corporação. Após a dissolução da Grapico Bottling Company (Mississippi) em 1925, a Grapico Bottling Works de Rochell tornou-se a única fornecedora de Grapico no Mississippi.

#### Concorrência desleal por publicidade enganosa
Desde seu início em 1914, a J. Grossman's Sons associava o Grapico ao suco de uva real por meio de anúncios e papelaria comercial. Essa associação permitia competir diretamente com produtores de suco de uva, como a Welch's [en], e ter vantagem sobre outros produtores de bebidas com sabor artificial de uva. O problema era que o Grapico era uma bebida artificial sem suco de uva.
Em maio de 1926, a J. Grossman's Sons tornou-se uma empresa extinta e vendeu a fórmula do Grapico e todos os direitos associados à Pan American Manufacturing Co., Inc., uma corporação da Luisiana que fabricava extratos, pó para sorvete e xaropes para refrigerantes em Nova Orleans desde 1911. A Pan American começou a fabricar xarope concentrado de Grapico, fornecendo a clientes atacadistas fora da Luisiana garrafas de 3,78 litros de xarope concentrado para produzir Grapico. Por meio de sua subsidiária, World Bottling Co., a Pan American continuou fornecendo Grapico engarrafado para clientes de varejo na Luisiana. Na época da aquisição, a Pan American tinha três clientes atacadistas de Grapico: a Grapico Bottling Works de Rochell, em Birmingham, e duas fábricas de engarrafamento no Mississippi. O xarope concentrado era vendido por US$7,50 por galão, e o Grapico engarrafado era vendido pela Pan American e seus clientes atacadistas por 5 centavos por garrafa de 207 ml.

A Pan American continuou associando o refrigerante artificial ao suco de uva em anúncios em periódicos comerciais, cartões de exibição, jornais, bonés para clientes e papelaria. Os materiais publicitários exibiam imagens de vinhedos e cachos de uvas com declarações como:
Sparkling (Gaseificado)

Grapico

Naturally Good (Naturalmente Bom)

Acknowledged (Reconhecido)

The Best (O Melhor)

Grape Drink (Refrigerante de Uva)

On The Market (No Mercado)

Sparkling (Gaseificado)

Grapico

Naturally Good (Naturalmente Bom)

The Drink of The Nation (A Bebida da Nação)
A Pan American também continuou usando garrafas transparentes de 207 ml com rótulos moldados destacando um cacho de uvas e a palavra “Grapico”. Como o produto era artificialmente colorido e aromatizado para simular suco de uva, a combinação de anúncios, rótulos e o próprio produto sugeria que o Grapico era composto de suco de uva puro.
Em julho de 1928, a Federal Trade Commission acusou a Pan American de métodos desleais de concorrência e práticas enganosas. Após a denúncia, a Pan American alterou os rótulos de suas garrafas de xarope concentrado. Contudo, as mudanças foram insuficientes, e a Pan American e seus “representantes, agentes, empregados e sucessores” perderam o direito de usar o nome “Grapico” para seu refrigerante artificial em 1929. Os clientes atacadistas da Pan American, incluindo R. R. Rochell, foram vistos como vítimas da concorrência desleal e a ordem de cessar e desistir não se estendeu a eles.

### Grapico de R. R. Rochell
R. R. Rochell era um empresário bem-sucedido em Birmingham, Alabama. Apesar de ser analfabeto, ele era um dos principais acionistas da Edgewood Amusement Company, dissolvida em 1924. Rochell começou a vender Grapico engarrafado no Alabama em 1917 e no Mississippi em 1918. Em junho de 1920, a Grapico Bottling Works de Rochell foi formalmente incorporada no Alabama como “The Grapico Bottling Works”.
Os esforços iniciais de Rochell com o Grapico enfrentaram problemas. Em novembro de 1921, a Grapico Bottling Works adquiriu uma máquina Baltimore Semi-Automatic, Modelo B-1485, por US$648 da Crown Cork and Seal Co., em Nova Orleans, para selar garrafas de refrigerante. Em três meses, a máquina de embalagem de garrafas começou a falhar, com gargalos presos, quebrando garrafas e molhando trabalhadores. As tampas não selavam adequadamente, permitindo a fuga do gás de carbonação. Após a recusa de pagar o saldo de US$358, o xerife confiscou a máquina. O caso foi resolvido 3 anos e meio depois pelo Tribunal de Apelação do Primeiro Circuito da Louisiana, que rescindiu o contrato de venda, isentando a Grapico do pagamento.
Em 1922, o Grapico de Rochell expandiu-se para o mercado de refrigerantes da Flórida. Com a dissolução da Grapico Bottling Company (Mississippi) em 1925 e a proibição da Pan American de usar o nome “Grapico”, Rochell tornou-se o único fornecedor de Grapico engarrafado em Alabama, Flórida, Geórgia, Mississippi e Luisiana em 1929.
Em 1938, Rochell operava no Alabama como “Orange Crush 7-Up Bottling Company”. Produzir e entregar uma caixa de Grapico a cerca de 160 km de Birmingham custava cerca de US$0,77 por centavo, com venda a US$0,80 por caixa, gerando um lucro de US$0,03 por caixa.

Pouco antes de sua morte, em 1932, R. R. Rochell solicitou uma marca federal para o Grapico em nome da Orange Crush 7-Up Bottling Company. A marca foi emitida logo após sua morte, garantindo à empresa os direitos nacionais. No mesmo ano, o Grapico foi vendido com o slogan registrado:
“The Drink of the Nation • Made its Way by the Way its Made." ("A Bebida da Nação • Feita do Seu Jeito.”)
Em 1947, o negócio de Rochell começou a usar os nomes “The Grapico Bottling Company” e “The Grapico Company of America”. Em outubro de 1949, o nome “The Grapico Bottling Company” foi alterado para “Orange Crush 7 Up Bottling Company” para refletir o trabalho no Alabama em nome da Seven-Up Company. Apesar dos esforços, a Seven-Up Company recusou uma franquia de engarrafamento para a The Grapico Company of America. Em 1953, a empresa operava como Orange Crush-Grapico Bottling Company. Em julho de 1952, o nome comercial foi oficialmente alterado para “Orange Crush Grapico Company”.
Em 1952, a Grapico Company of America expandiu suas marcas de frutas com Orangico, um nome derivado de Grapico. O Orangico deveria conter suco de laranja verdadeiro. O Orangico à base de suco de laranja não vendeu bem, e a marca expirou em 1999.
Em setembro de 1981, os direitos de franquia da marca Grapico e a The Pepsi Bottling Group em Newnan, Geórgia, foram adquiridos pela Buffalo Rock, uma engarrafadora independente da Pepsi fundada em Birmingham, Alabama, em 1901. Ambas as empresas, de Rochell e Buffalo Rock, estavam em Birmingham desde o início do século XX. Em outubro de 1940, o negócio de Rochell estava localizado na 1031 11th Avenue North e o da Buffalo Rock na 10th Avenue e 26th Street North—uma distância de cerca de 5 km.
Entre 1981 e 1988, o Grapico foi distribuído apenas em três estados: Alabama, Flórida e Geórgia. Em agosto de 1988, a Buffalo Rock anunciou a expansão da distribuição do Grapico para o restante do sudeste dos Estados Unidos. O anúncio coincidiu com uma nova embalagem mais contemporânea. Em junho de 1990, o Grapico era vendido na Carolina do Sul.
A Buffalo Rock reviveu a marca Orangico em 1999, agora para um xarope artificial de laranja. O Diet Grapico foi lançado em 2005. O Grapico é produzido pela Buffalo Rock em sua unidade de engarrafamento em Columbus, Geórgia, Sun Fresh Beverages, Inc.
A pedido da Buffalo Rock, uma confeitaria em Homewood, Alabama lançou um cupcake de Grapico em 2012.

## Na cultura popular
O Grapico é mencionado em Fried Green Tomatoes at the Whistle Stop Cafe [en], romance best-seller de 1987 de Fannie Flagg [en]. No romance de 1996 de Anne George [en], Murder on a Bad Hair Day: A Southern Sisters Mystery, e no romance de 2004 de Cassandra King [en], Making Waves, o Grapico misturado com Absolut Peppar, vodca com sabor de jalapeño, é chamado de “Ex-girlfriend”. O nome “Ex-girlfriend” vem do fato de ser “doce e parecer uma boa ideia, mas eventualmente vai queimar e fazer você adoecer”. Grapico com rum de coco é chamado de “grapicolada”. O quarterback da NFL Jameis Winston disse que sua bebida favorita na infância era Grapico, que ele consumia com conservas de pé de porco.